# Mussa Aschabalijewitsch Mussajew

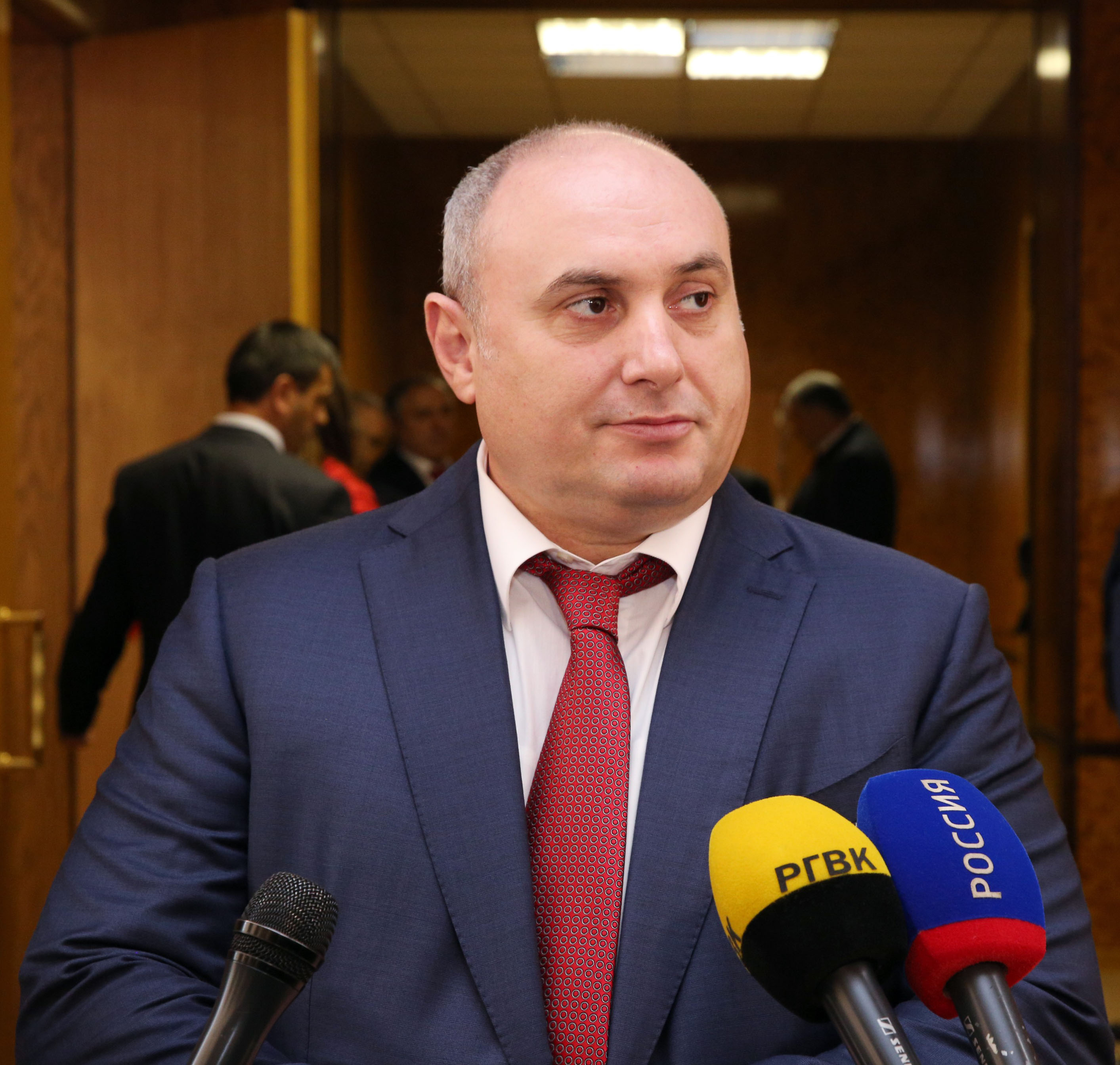
Mussa Aschabalijewitsch Mussajew

Mussa Aschabalijewitsch Mussajew (russisch Муса Асхабалиевич Мусаев; * 1966 in Machatschkala, Dagestanische Autonome Sozialistische Sowjetrepublik, RSFSR, UdSSR) ist ein russisch-dagestanischer Politiker. Er war von 2015 bis 2018 Bürgermeister von Machatschkala.

## Biographie
Mussajew absolvierte 1991 die Staatliche Universität Dagestan. Sein Schwerpunkt lag im Bereich "Das Management von Non-Food Produkten". Dort erlangte er einen weiteren Abschluss im Jahr 2004 in Rechtswissenschaften.
Von 1993 bis 1999 arbeitete er als Leiter der Währungs- und Wirtschaftsabteilung der Firma „Elbin“ in Machatschkala.
Von 1999 bis 2009 war Mussajew Erster Stellvertretender Leiter des Finanzministeriums von Dagestan. Anschließend wechselte er zur Stadtverwaltung von Machatschkala. Von 2011 bis 2013 hatte er den Posten des Abteilungsleiters für Finanz- und Haushaltskontrolle im Finanzministerium der Teilrepublik Dagestan inne. 
Am 17. September 2013 wurde Mussajew per Dekret zum Minister für Bauwesen, Architektur, Wohnungsbau und kommunale Dienste von Dagestan ernannt. Am 10. Juli 2015 beriefen ihn die Abgeordnete des Stadtparlaments von Machatschkala zum Bürgermeister der Stadt.
Im Januar 2018 wurde Mussajew seines Amtes enthoben. Ein Strafverfahren wurde eingeleitet. Ihm wurde vorgeworfen, bei der Vergabe von Grundstücken an juristische Personen seine Befugnisse überschritten zu haben. Im Oktober desselben Jahres befand das Bezirksgericht von Machatschkala Mussajew für schuldig und verurteilte ihn zu einer Freiheitsstrafe von 4 Jahren.